# Hébreu yéménite
Pour les articles homonymes, voir Hébreu (homonymie).
L'hébreu yéménite, aussi appelé hébreu temani, fait référence à un système de prononciation de l'hébreu biblique utilisé en liturgie par les Juifs yéménites. Les Juifs yéménites apportèrent leur langue en Israël par immigration, dont la première occurrence organisée eut lieu en 1882.
Certains chercheurs croient que sa phonologie a été fortement influencée par l'arabe yéménite parlé. Mais, selon d'autres chercheurs comme des rabbins yéménites tels que Yosef Qafih et Abraham Isaac Kook, l'hébreu temani n'a pas été influencé par l'arabe yéménite, cet arabe étant seulement parlé par les Juifs yéménites et est distinct de l'hébreu liturgique et de l'hébreu conversationnel des communautés.
Parmi les dialectes hébraïques conservés actuellement, l'hébreu yéménite est considéré comme l'une des formes les plus proches de l'hébreu tel qu'utilisé dans les temps anciens, comme l'hébreu tibérien (en) et l'hébreu mizrahi. Ce fait est mis en évidence en partie par le fait que l'hébreu yéménite conserve un son distinct pour chaque consonne - sauf pour ס sāmeḵ et שׂ śîn, tous deux prononcés /s/ qui avaient cependant fusionné dans les temps anciens comme le montrent les variations d'épellations dans les Manuscrits de la mer Morte.

## Caractères spécifiques
- Il y a double prononciation pour les six lettres bəgadkəpat : le gímel sans dāḡēš se prononce غ /ɣ/ comme le ġayn arabe, et dāleṯ sans dāḡēš se prononce ذ /ð/ comme dans l'anglais « this ».
- La prononciation de tāv sans dāḡēš est ث /θ/ comme dans l'anglais « thick », comme dans d'autres dialectes de l'hébreu mizrahi comme l'irakien.
- Vāv se prononce /w/ comme en hébreu irakien et comme le و arabe.
- Les lettres emphatiques et gutturales ont le même son qu'en arabe, donc ḥêṯ ح = ח /ħ/ et ʻáyin ע est ع /ʕ/.
- Il n'existe pas de distinction entre les voyelles paṯaḥ, səḡôl et šəwâ nāʻ, toutes prononcées /æ(ː)/ comme la fatḥa arabe (ce qui peut refléter une influence arabe, mais qui se retrouve également en vieil hébreu babylonien, dans lequel un seul symbole était utilisé pour les trois).
- Šəwâ nāʻ respecte les conventions tibériennes (en) : /i/ avant yôḏ, assimilé à une voyelle en suivant une consonne gutturale (ʼālep̄, hê, ḥêṯ, ʻáyin), et /æ/ autrement.
- Qāmeṣ gāḏôl est prononcé /ɔː/, comme en hébreu ashkénaze.
- Le hê final avec mappîq (un point au centre) a un son plus fort que le hê généralement.
- Un son semi-vocal est entendu avant paṯaḥ gānûḇ (paṯaḥ situé entre une voyelle longue et une gutturale finale) : ainsi rûaḥ (esprit) sonne comme rúwwaḥ et sîaḥ (discours) comme síyyaḥ. Ceci se retrouve dans des prononciations mizrahiques comme l'hébreu syrien.

La prononciation yéménite n'est pas uniforme. Ainsi, Shelomo Morag a distingué cinq sous-dialectes, dont le plus connu est probablement le sanaanien, parlé originellement pas les Juifs des alentours de Sanaa. Brièvement, les points de différenciation sont les suivants :
- dans certains dialectes, ḥōlem ("o" long en hébreu moderne) se prononce /øː/, alors que dans d'autres il se prononce /eː/ comme dans ṣêrệ. Cette dernière prononciation se retrouve chez les Juifs lituaniens.
- dans certains dialectes, le gímel avec dāḡēš se prononce /dʒ/, et qôp̄ se prononce /ɡ/. Dans d'autres, le gímel avec dāḡēš se prononce /ɡ/, et qôp̄ est la consonne uvulaire ق /q/ de l'arabe classique. Cette différence entre les dialectes sanaanien et adenien de l'arabe yéménite est caractéristique.
- certains dialectes (comme le sharab) ne font pas de différence entre bêṯ avec ou sans dāḡēš, ce qui se retrouve dans la plupart de l'hébreu mizrahi.
- l'hébreu sanaanien place de manière primaire l'accent sur la pénultième syllabe, comme en hébreu ashkénaze.

## Histoire
L'hébreu yéménite peut avoir dérivé de, ou avoir été influencé par, l'hébreu des Juifs babyloniens de l'ère des gueonim : les plus vieux manuscrits yéménites utilisent le système babylonien plutôt que le système tibérien des symboles de voyelles. Dans certains aspects, comme l'assimilation du paṯaḥ et du səḡôl, la prononciation yéménite actuelle correspond à la notation babylonienne plus qu'à la tibérienne. Il ne s'ensuit pas, comme l'indiquent certains chercheurs, que les prononciations des deux communautés étaient identiques, pas plus que celles des Séfarades et des Ashkénazes ne l'étaient en raison de l'utilisation des symboles tibériens. En fait, il existe certaines erreurs scripturales caractéristiques, comme la confusion entre ḥōlem et ṣêrệ, qui se trouvent uniquement ou principalement dans les manuscrits yéménites, indiquant que l’assimilation de ces deux voyelles a toujours été une particularité yéménite, ou alors une variante locale de la famille babylonienne plus étendue, que les Yéménites auraient suivie. Aujourd'hui, ces sons ne sont pas entièrement identiques, excepté pour une minorité de Juifs yéménites.

## Dans la culture israélienne
Plusieurs artistes aux origines yéménites ont utilisé l'hébreu yéménite dans leur musique :
- Aharon Amram
- Avner Cohen
- Bracha Cohen
- Daklon
- Mizmorey Teman Choir
- Ofra Haza
- Shlomo Thakhyani
- Shalom Sabari
- Shoshana Damari
- Tomer Hatuka
- Yehiel Nahum
- Zion Golan